# Woodhenge (Amesbury)
Woodhenge ligt even ten noorden van Amesbury in Engeland en bestond oorspronkelijk uit een cirkel van houten palen.
Woodhenge wordt zo genoemd omdat het oorspronkelijk een houten structuur was die leek op het megalithische Stonehenge. Het werd waarschijnlijk in de bronstijd om cultische redenen gebouwd.
Er zijn nu palen van beton die de oorspronkelijke positie van de houten palen markeren en 6 concentrische ringen vormen. Zij zijn in verschillende kleuren weergegeven op de kaart. De ringen zijn ovaal. De lange as van de ellips wijst in de richting van de plek aan de horizon waar bij Midzomer de zon opkomt.
In het midden van de cirkels werd een graf gevonden. Een talud en een sloot omringen het geheel. Een dam aan de noordoostzijde gaf er toegang toe.
Het maakt deel uit van de werelderfgoedinschrijving Stonehenge, Avebury en bijbehorende plaatsen.

## Vergelijkbare constructies in Nederland
Bij de aanleg in 1993 van de woonbuurt Ittersumerlanden te Zwolle en in 2005 bij het Maalwater te Heiloo zijn grondsporen van een woodhenge constructie uit de Prehistorie gevonden.

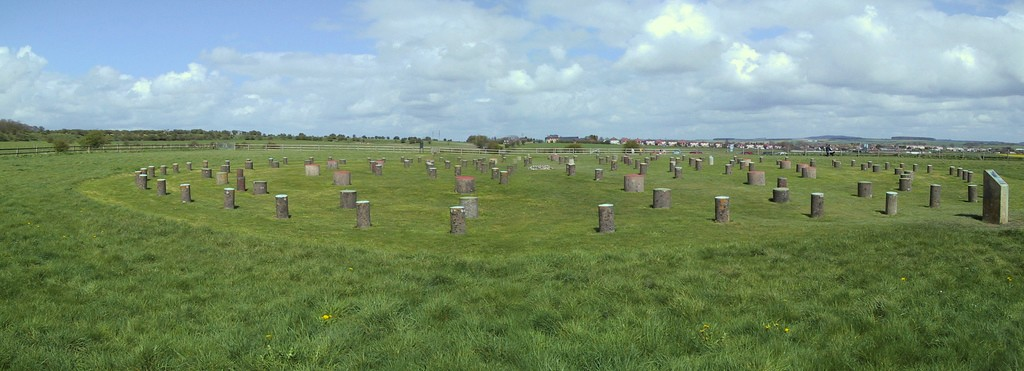
Woodhenge